# Leonhard Kohl von Kohlenegg
Leonhard Kohl von Kohlenegg, auch Karl Leopold Kohl von Kohlenegg, besser bekannt unter seinem Pseudonym Henrion Poly (* 13. Dezember 1834 in Wien; † 1. Mai 1875 in Saalfeld/Saale (Thüringen)) war ein österreichischer Schriftsteller und Schauspieler.

## Leben
Der Sohn des Malers Lorenz Kohl von Kohlenegg sollte eine militärische Laufbahn einschlagen, konnte sich aber in der Familie durchsetzen und durfte zum Theater. 1848 debütierte er als Schauspieler an einem Theater in Wien, so das ÖBL.
Nach Eisenberg jedoch war er zuerst Offizier in österreichischen Diensten, der nach dem Frieden von Villafranca aus dem Heeresverband ausschied und danach nach Paris ging, um nach kurzer Vorbereitungszeit in Hamburg unter dem Pseudonym Henrion zu debütieren.
1860, mit 26 Jahren, bekam er ein Engagement am Thaliatheater in Hamburg, und 1861 ging er für ein Jahr ans Hoftheater nach Stuttgart. 1862 wurde er nicht nur als Schauspieler, sondern auch als Regisseur ans Stadttheater in Mainz geholt. Ab 1867 unternahm Kohl von Kohlenegg viele Tourneen; u. a. nach Frankfurt, Prag, Wien und Königsberg. Auf diesen Tourneen konnten bereits die ersten eigenen Stücke erfolgreich gespielt werden.
In seiner Heimatstadt Wien, in die Kohl von Kohlenegg immer wieder gern zurückkehrte, war er überwiegend schriftstellerisch tätig. Dabei benutzte er öfters auch das Pseudonym Henrion Poly.
Für kurze Zeit war er 1872 Redakteur der Dresdener Presse, ab 1873 auch deren Herausgeber.
Leonhard Kohl von Kohlenegg ist der Vater von Viktor von Kohlenegg.
Am 1. Mai 1875 stirbt Leonhard Kohl von Kohlenegg in Saalfeld (Thüringen).

## Werke
- Die Königin ist verliebt (1857)
- In der Bastille (1862)
- Meine Memoiren (1862)
- Kammerwahlen im Carneval (1863)
- Ein unschuldiger Diplomat (1864)
- Geheirathet (1865)
- Die schöne Galathée (Libretto) (1865)
- Brididi (1870)
- Für nervöse Frauen (1870)
- Moderne Sirenen (1871)
- Kleine Indiscretionen über große Leute (1872)
- Die Liebesdiplomaten (1880)